# Živa meja
Žíva mêja ima tri različice: zimzeleno, listopade in cvetoče.
Potrebujejo od 10 do 34 stopinj cenzija.
Najbolj razširjena vrsta žive meje je cipresa, ki spada pod zimzelene. Okoli 38 % ljudi uporablja to vrsto.
Odlično prenese obrezovanje za razliko od nekaterih vrst.
Žive meje se uporabljajo za polepšavo okolice, namesto kovinskih ali kamnitih zidov, za zasebnost...
So težko prehodne oz. težko je splezati čez njo ali skozi njo.
Za največ zasebnosti je najbolje posaditi visoke in goste ter jih tesno skupaj posaditi.
So precej živih barv (najbolj barvne so cvetoče).
Za rast potrebujejo kar precej vode.